# Apterichtus kendalli
Apterichtus kendalli är en fiskart som först beskrevs av Gilbert, 1891.  Apterichtus kendalli ingår i släktet Apterichtus och familjen Ophichthidae. IUCN kategoriserar arten globalt som livskraftig. Inga underarter finns listade i Catalogue of Life.